# 福山竜斗
福山 竜斗（ふくやま りゅうと、1999年10月6日 - ）は、ラグビーユニオンの選手。ジャパンラグビーリーグワンのNECグリーンロケッツ東葛に所属している。

## 略歴
2018年、天理高校卒業後、近畿大学に入る。
2019年、U20日本代表に選ばれ、2019オセアニアラグビーU20チャンピオンシップで4試合に出場。
2021年、近畿大学ラグビー部の主将に就任。
2022年、三菱重工相模原ダイナボアーズに加入する。
2023年4月22日に行われたJAPAN RUGBY LEAGUE ONE第16節ブラックラムズ東京戦にて途中出場でリーグワン公式戦初出場を果たした。
2024年6月から7月にかけての7週間、ニュージーランドのフイア・ラグビーフットボールクラブ（Huia Rugby Football Club）に留学。
2025年5月、三菱重工相模原ダイナボアーズを退団。
2025年7月、NECグリーンロケッツ東葛に加入。